# مايكل بيهي
مايكل بيهي (بالإنجليزية: Michael Behe) (ولد 18 يناير 1952 ) هو عالم كيمياء حيوية أمريكي، مؤلف، ومناصر للتصميم الذكي. يشغل حاليا منصب أستاذ الكيمياء الحيوية في جامعة ليهاي في بنسلفانيا و كزميل بارز في مركز للعلوم والثقافة تابع لمعهد دسكفري . وجاءت شهرته بسبب حجته التعقيد غير القابل للاختزال، والتي تؤكد أن بعض الهياكل البيوكيميائية هي من التعقيد بحيث لا يمكن تفسيرها على نحو كاف من قبل آليات التطورية المعروفة وبالتالي فهي على الأرجح نتيجة مصمم ذكي. بيهي قد شهد في العديد من القضايا المعروضة على المحاكم المتعلقة بالتصميم ذكي، بما في ذلك قضية كيتسميلر ضد مدارس منطقة دوفر التي أسفرت عن صدور حكم بأن التصميم الذكي هو نظرية دينية.
وقد رفضت حجة بيهي عن التعقيد غير القابل للاختزال لالهياكل الخلوية الأساسية من قبل الغالبية العظمى من المجتمع العلمي، و اصدر القسم الذي يعمل فيه في جامعة ليهاي بيان رسمي يعارض وجهات نظر بيهي والتصميم الذكي. 

## روابط خارجية
- مايكل بيهي على موقع IMDb (الإنجليزية)
- مايكل بيهي على موقع الموسوعة البريطانية (الإنجليزية)
- مايكل بيهي على موقع إن إن دي بي (الإنجليزية)
- مايكل بيهي على موقع قاعدة بيانات الفيلم (الإنجليزية)